# Magyarmecske
Magyarmecske község Baranya vármegyében, a Sellyei járásban.

## Fekvése
Szentlőrinctől délre, Sellyétől északkeletre fekszik, légvonalban mért távolsága mindkét várostól közel azonos, 11-12 kilométer, közúton azonban Sellyétől ennél kissé nagyobb távolság választja el.
A közvetlenül szomszédos települések: észak felől Királyegyháza, kelet felől Magyartelek, északnyugat felől pedig Gyöngyfa. Délnyugaton Sumony lakatlan külterületeivel határos, de e község lakott területe valójában északnyugatra fekszik Magyarmecskétől, Gyöngyfán túl.

### Megközelítése
Csak közúton közelíthető meg, Szentlőrinc és Sellye (Csányoszró-Nagycsány) felől egyaránt az 5805-ös úton, Baksa-Kisasszonyfa felől pedig az 5803-as úton.
A település nevét viseli a közelében (tőle bő 4 kilométerre északra) húzódó Szentlőrinc–Sellye-vasútvonal egyik megállási pontja (Gyöngyfa-Magyarmecske megállóhely, korábban Rónádfa-Magyarmecske megállóhely), ám valójában azonban a megálló meglehetősen messze, több kilométerre található innen, Királyegyháza közigazgatási területének déli részén, az 5805-ös út vasúti keresztezése mellett, annak keleti oldalán.

## Története
A kis ormánsági falu, Magyarmecske (Mecske) nevét az oklevelek 1332-ben említették először Mekcheként, később 1542-ben Meche formában írták. 1332-ben a kovázdi várjobbágyoknak voltak itt birtokaik. 1335-ben papja 20 báni pápai tizedet fizetett.
A 16. század második felében a Mechey család, Mechey László és István birtoka volt. A török hódoltság idején a település lakosságának nagy része elpusztult.
A 18. századi összeírások idején már több magyar család is élt itt.

## Közélete

### Polgármesterei
- 1990–1994: Balogh Imre (független)[3]
- 1994–1998: Horváth Gézáné (független)[4]
- 1998–2002: Horváth Gézáné (független)[5]
- 2002–2006: Horváth Gézáné (független)[6]
- 2006–2010: Horváth Gézáné (független)[7]
- 2010–2014: Balogh Imre (Fidesz)[8]
- 2014–2019: Balogh Imre (Fidesz-KDNP)[9]
- 2019–2024: Balogh Imre (Fidesz-KDNP)[10]
- 2024– : Samu János (független)[1]

## Népesség
A település népességének változása:
| Lakosok száma | 324  | 339  | 336  | 301  | 286  | 292  | 288  | 290  |
|               | 2013 | 2014 | 2015 | 2019 | 2021 | 2022 | 2023 | 2024 |

A 2011-es népszámlálás során a lakosok 89,1%-a magyarnak, 19,8% cigánynak, 0,3% horvátnak mondta magát (10,9% nem nyilatkozott; a kettős identitások miatt a végösszeg nagyobb lehet 100%-nál). A vallási megoszlás a következő volt: római katolikus 58,1%, református 27,2%, felekezeten kívüli 1,9% (8,6% nem nyilatkozott).
2022-ben a lakosság 94,2%-a vallotta magát magyarnak, 14,4% cigánynak, 1% németnek, 0,3% ruszinnak, 0,3% horvátnak, 0,3% egyéb, nem hazai nemzetiségűnek (5,8% nem nyilatkozott; a kettős identitások miatt a végösszeg nagyobb lehet 100%-nál). Vallásuk szerint 45,2% volt római katolikus, 19,5% református, 0,3% görög katolikus, 3,1% egyéb keresztény, 1% egyéb katolikus, 5,5% felekezeten kívüli (25,3% nem válaszolt).

## Nevezetességei

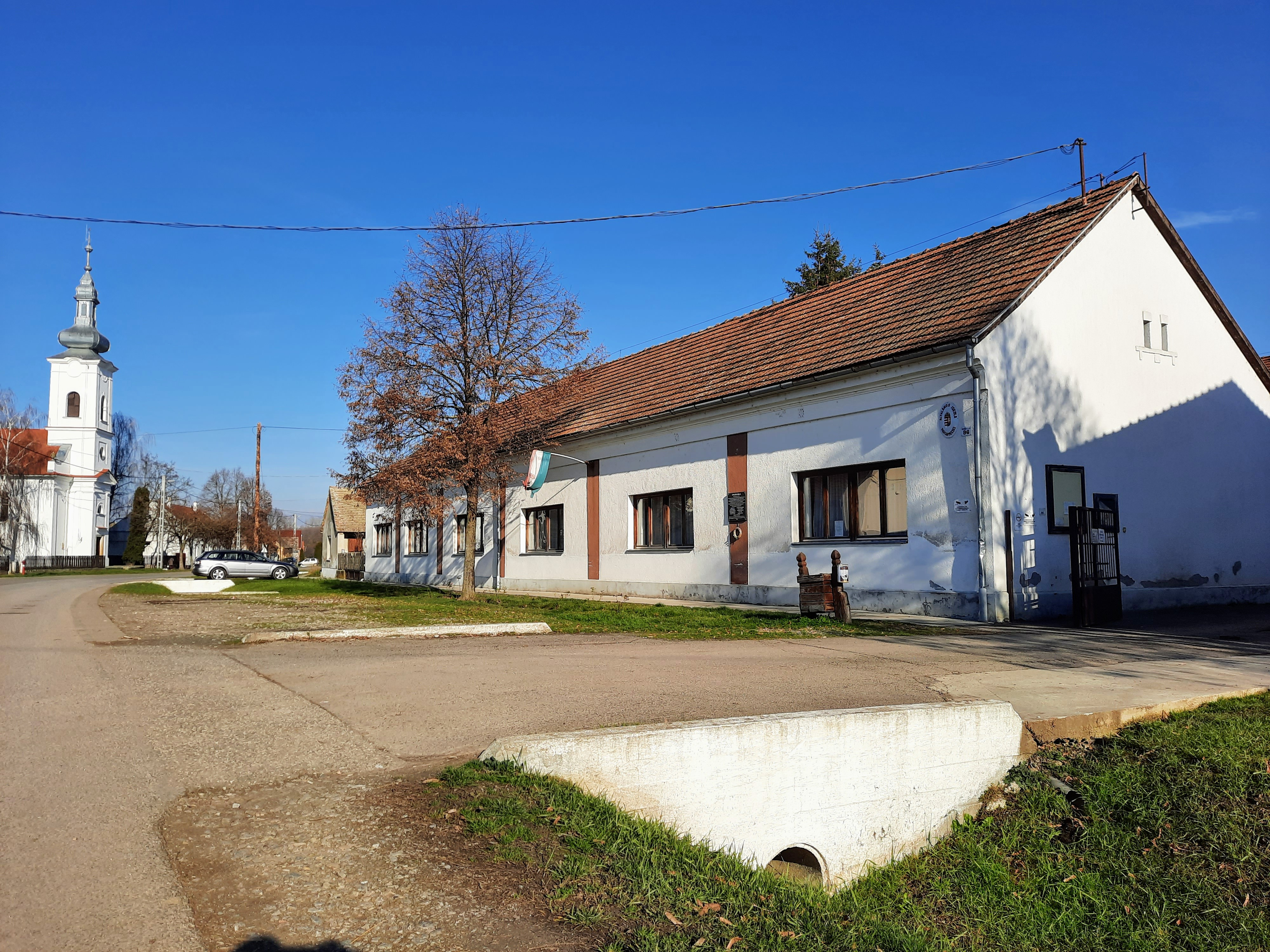
általános iskola

- Református temploma - 1839-ben klasszicista stílusban épült
- Római katolikus kápolna
- Meteoritkráter

## Külső hivatkozások
- Magyarmecske honlapja
- Magyarmecske az utazom.com honlapján